# Еміль Леонар Матьє
Еміль Леонар Матьє (фр. Émile Léonard Mathieu; 15 травня 1835 — 19 жовтня 1890) — французький математик відомий через рівняння Матьє та групи Матьє.

## Біографія
Еміль Матьє виріс та закінчив школу у місті Мец на сході Франції. В школі проявив надзвичайні здібності у вивчанні антикознавства, латинської та давньогрецької мови. Коли він підлітком вперше ознайомився з математикою, вона стала єдиним предметом яким він хотів займатися далі. Вступивши до престижної Політехнічної школи Парижа Матьє досяг дивовижних успіхів, закінчівши весь курс навчань за 18 місяців. 1859 року він захистив дисертацію на ступінь доктора (фр. Docteur ès Sciences). Незважаючи на його талант та досягнення, Матьє довго не щастило в будуванні кар'єри. Протягом десяти років він працював приватним викладачем математики. Його просуванню також не сприяла важка хвороба, яка 1866 року завадила йому зайняти посаду вакантну після відставки Ламе у Сорбонні.
1869 року Матьє нарешті став професором математики у Безансоні, де він викладав п'ять років, після чого перейшов до Нансі.
Астероїд 27947 Емільматьє названий на його честь.

## Публікації
- Émile Mathieu (1878). Dynamique analytique (фр. ) . Gauthier-Villars.
- Émile Mathieu (1885). Traité de physique mathématique (фр. ) . Т. 3. Gauthier-Villars.
- Émile Mathieu (1885). Théorie du potentiel et ses applications à l'électrostatique et au magnétisme (фр. ) . Т. 1. Gauthier-Villars.
- Émile Mathieu (1890). Théorie de l'élasticité des corps solides (фр. ) . Т. 2. Gauthier-Villars et fils.